# Corneille Max
Corneille Max (* 10. Mai 1875 in München; † 22. Februar 1924 ebenda) war ein deutscher Bildnis- und Landschaftsmaler sowie Radierer.

## Leben

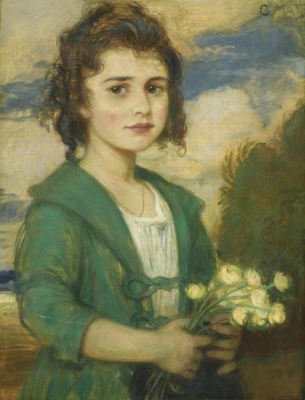
Corneille Max: Frühling

Max war ein Schüler von Gabriel von Hackl und Anton Ažbe. Sein Vater Gabriel von Max und sein Bruder Colombo Max waren ebenfalls künstlerisch tätig. Er war Mitglied im Deutschen Künstlerbund.
1905 heiratete er Wilhelmine „Stora“ (geborene Gedon, 1877–1943), Tochter des Architekten und Künstlers Lorenz Gedon. Im Ersten Weltkrieg erlitt Max eine Kampfgasverletzung, an deren Spätfolgen er 1924 im Alter von 48 Jahren verstarb. Seine Grabstätte befindet sich auf dem Alten Münchner Südfriedhof.